# Rimula mexicana
Rimula mexicana is een slakkensoort uit de familie van de Fissurellidae. De wetenschappelijke naam van de soort is voor het eerst geldig gepubliceerd in 1969 door Berry.